# Научные учреждения Нижнего Новгорода
В Нижнем Новгороде работают 20 научно-исследовательских институтов и конструкторских бюро, а также 5 академических институтов.

## Институты РАН
- Федеральный исследовательский центр Институт прикладной физики РАН
- Институт физики микроструктур РАН — филиал ФИЦ ИПФ РАН
- Институт проблем машиностроения РАН — филиал ФИЦ ИПФ РАН
- Институт металлоорганической химии им. Г. А. Разуваева РАН
- Институт химии высокочистых веществ им. Г. Г. Девятых РАН

## Научно-исследовательские институты
- НИИ химии
- НИИ механики
- НИИ прикладной математики и кибернетики (НИИ ПМК)
- Нижегородский НИИ эпидемиологии и микробиологии им. Блохиной
- Лаборатория клеточной иммунологии ННИИЭМ Блохиной
- Научно-исследовательский физико-технический институт (НИФТИ)
- НИИ молекулярной биологии и региональной экологии
- Научно-исследовательский радиофизический институт (НИРФИ)
- Нижегородский научно-исследовательский институт радиотехники (НИИРТ)
- Научно-исследовательский институт измерительных систем им. Ю. Е. Седакова (НИИИС)

## Конструкторские бюро
- ОАО ЦКБ «Лазурит»
- ОКБМ им. И. И. Африкантова
- ЦКБ по судам на подводных крыльях имени Р. Е. Алексеева

## Прочее
- ФГУП НПП «Полёт» (ранее Горьковский НИИ радиосвязи)
- ЗАО НПП «ГИКОМ»
- Институт стратегических исследований
- ОАО «НПП „Прима“»